# Astragalus dekazygus
Astragalus dekazygus es una especie de planta del género Astragalus, de la familia de las leguminosas, orden Fabales.

## Distribución
Astragalus dekazygus se distribuye por Afganistán (Kabul).

## Taxonomía
Fue descrita científicamente por Sirj. & Rech. fil. Fue publicada en Biol. Skr. 9(3): 151 (1958).